# 出演
| ウィキペディアには「出演」という見出しの百科事典記事はありません（タイトルに「出演」を含むページの一覧/「出演」で始まるページの一覧）。 代わりにウィクショナリーのページ「出演」が役に立つかもしれません。 |